# Фредерік Ачом
Фредерік "Фредді" Ачом (англ. Frederick "Freddie" Achom, нар. 22 січня 1974, Лагос) — британський бізнесмен із діяльністю в Парижі, Нью-Йорку та Лондоні. Він є співзасновником і головою Rosemont Group — приватної інвестиційної групи з вкладами компаній, які зацікавлені в галузі біотехнологій, вебплатформ в галузі технологій виноторгівлі, землекористуванні та забудов нерухомості. 
Ачом був показаний як один з 1000 найвпливовіших лондонців у Evening Standard в 2010 році, а потім в 2011. П'ять років поспіль він був вказаний як один із топ-100 найбільш важливих темношкірих підприємців у Великій Британії. З 1982 року Фредерік живе у Лондоні.
Крім своєї бізнес-діяльності, він також є засновником Rosemont Group Foundation, що займається некомерційною діяльністю.

## Ранні роки
Ачом народився в Лагосі, Нігерія, в 1974 році, в сім’ї матері домогосподарки та батька страхового брокера. Будучи наймолодшим в сім'ї, що складалася із 3 хлопчиків та 1 дівчинки, він провів свої перші роки, живучи в Лагосі. Його батько — відомий бізнесмен і акціонер комерційного банку FinBank в Нігерії.

## Ранні бізнес-інтереси
Achom почав свою кар'єру в різноманітних  приватних бізнес - секторах, включаючи фінансові послуги компаній, нерухомість геодезичної фірми,продажів і маркетингу компаній. Він зрештою створив свій власний розвиток бізнесу та агентство стратегічного фінансування , спрямованого на малі і середні підприємства, поряд з кількома партнерами, з назвою CityBusinessPartnersLimited[19]CityBusinessPartnersLimited припинила свою діяльність ,як компанія із обмеженою відповідальністю( ceasedtradingasLimitedcompany) в серпні 1998 року, в той час як Achom і деякі початкові  партнери продовжували формувати партнерства з цілковито однаковим ім'ям.CityBusinessPartners було продано декілька років пізніше EGCGroupв області 9000000 фунтів.
Перше підприємство Achoma в інвестиційному секторі було створене  у 2001 році, коли він став співзасновникомBoington&Frederick, одним з перших альтернативних інвестиційних консультативних, орієнтованих на хороше вино як альтернативний актив традиційних інвестицій, таких як акції та облігації. [21]Підприємство було недовгим, оскільки ринок був неперевіреним і в той час був схожим на  досить спекулятивний, таким чином не добре прийнятий фінансовими регуляторами. У перший рік фірма була закрита, разом з сімома іншими такими компаніями, в інтересах суспільства. У 2005 році Aecom купує контрольний пакет акцій вBordeauxWineCompany, [22] компанія була реорганізована і протягом минулого десятиліття торгує як партнерство пропонуючи послуги спеціально для високих осіб NetWorth та установ.
Achom продовжував інвестувати в декілька ЗМІ, що були пов'язані з підприємствами і публікаціями, включаючи перший відпочинковий довідник у Великій Британії під назвою LeisurePages. ThePleasurePagesLimited – зараз розпущено.[24] Розробка земельних і майнових вкладів а також диверсифікації  інвестиційних продажів і консультацій по придбаннюPropertyClinicGroupandUniversalPropertiesу 2008 р. Він був також одним з перших інвесторів у Великій Британії (intheUKarmofluxuryItaliankitchendesignersandbuilders, ) розкішних італійських кухонних проектувальників і будівельників, Pedini, який був проданий в 2010 році [25]

## Rosemont Group
У 2002 році ФредерікAchom заснував RosemontGroupCapitalPartners (RosemontGroup),[26] підприємство інвестиційного фонду на офшорній основі. Основна увага Rosemont Групи це спільні підприємницькі  інвестиції і капітал фінансування ,впровадження нових технологій та етап зростання розвитку, розкішні товари та послуги,ресторани, ексклюзивні члени клубів та фінансові продажі.
У 2012 році, Achom перебудував основний інвестиційний фокус Rosemont Групи можливостям на початку і зростання ступенів технологій, біотехнологій та компаній із екологічно чистими технологіями на ринках. Група Rosemont придбала частку послуг в компанії (RESCo) в поновлювані джерела енергії, CommunicationPowerEngineeringCompany (CPEC) group. CPEC є однією із найстаріших перерахованих компаній Індії та вказаної  на Мумбаї в прем'єрах фондової біржі. До прийняття свого засновника і голови в 2010 році, CPEC спеціалізується на виробництві виготовлення шестерень і загального консультування енергетики  та інженерних галузь. В даний час компанія контролюється сім'єю Shamji і Achom.
Наразі, Achom також виступає як інвестиційний партнер у різних компаніях  цифрових технологій на ранній стадії, включаючи додаток  провідної парковки AppyParking, [3] [32] [33] [34] Додаток інкубатор Appitalist, творча соціальна мережа Grandaad.com, соціальні медіа і платформа управління аудиторії justgo.com.
Поза технологічним сектором, він був зацікавлений [37] і зазнав поразки в модному вуличному  бренді HersheyPascualFashion [38]. – Біржовики, що включали HouseofFraser, Lipsy, Next, andLipstickBoutique.

## Енергетичні компанії
Група RosemontАчома разом із фондовою біржоюМумбаїв включені в CPEC Ltd,має кілька допоміжних енергетичних  компаній в межах вкладів компаній [39], але як і раніше спеціалізуються в будівництві, володінні  та управлінні  комунальними  підприємствами  сонячної електростанції в Індії та інших ринків, що розвиваються. Їхні допоміжні  компанії включають EUROSOLAR PowerLtd. [41], який був придбаний в 2011 році, ArtheonTeleVentures, інвестиційної холдингової групи [42] з декількома компаніями і супутніми інвестиціями, включаючи FlexenclosureTelecomIndiaPvt. І ТОВ OmnigridMicropowerKoPvtLtd. [43]
Achom через CPEC  був серед засновників інвесторів в OmnigridMicropowerCo. [44] У 2013 році компанія отримала нагороду Всесвітнього економічного форуму якTechnologyPioneers2014 [45] У рамках програми TechnologyPioneers, ОМС був запрошений на Всесвітній економічний форум в Давосі 2014 року, а також "SummerDavos" у Даляні, Китай, в 2013 році [46]

## Членські клуби та ресторани
Перші члени клубу Ачома були в 2005 році в спільному підприємстві із Beirut-based CircleManagementGroup. Разом вони відкрили Crystalmembersclubв ексклюзивному районі Fitzrovia лондонському Вест-Енді. Партнерство розширилось  у міжнародному масштабі і партнерські клуби були відкриті в StTropez, Cannes, LebanonandDubai.
Achomіз співвласником членів клубуJalouse [50] [51], в MayfairHanoverSquare, поряд з AlexNichollandMorufYoozooph.
Achom був показаний в Forbes [53] розпочавшиJalouse в 2008 році під час початку світової фінансової кризи.
Тільки члени клубу, з його нагородами дизайнера Фенді який , був удостоєний декількох нагород, в тому числі найкращий клуб в LondonClub та BarAwards в  2009 році [54] і в 2010 році знову.
У 2012 роціAchomразом із своїм діловим  партнером AlexNicholвідновили TheScotchat 13 Mason'sYardinMayfair,[56][57] l [56] [57] сайт клубу, раніше відомий  як віскі Сент-Джеймс.(TheScotchofStJames.[50] )
TheScotch був відзначений в VanityFair,[58] NewYorkTimes [59] andVogue [60] від часу його поновлення.
AchomспівзаснувавBennettOyster, Bar&Brasserie [61] з Рей Duhaney творцем CheyneWalkBrasserie. [62] У 2013 році було прийнято BennettOyster, Bar&Brasserie віддати шеф-кухарю та ресторатору  Гордону Рамсею [63] і він має відновити сайт, як LondonHouse.

## Особисте життя
ФредерікAchom має сина і дочку, які живуть в Римі і Парижі. [66] Він завзятий лижник і сноубордист.

## Нагороди та почесні звання
Нагороджений Почесно London Evening  Standard як один з "1 000 найвпливовіших лондонців" в 2010 році за його зусилля в бізнесі.
Включений в список як один зі "100 найвпливовіших Чорних ділових людей у Великій Британії" в 2011 році.
Ачом був запрошений на Number 10 DowningStreetпоряд з іншими почесними людьми, обраний за його успіх і зусилля в бізнесі.Упорядкований  JP Morgan,PowerfulMedia та представлені тодішнім прем'єр-міністром Гордоном Брауном, список продемонстрував 100 чорних чоловіків і жінок, які піднялися на висоту в мистецтві, праві, політиці, фінансах і бізнесі.
Achom, вдруге був внесений до  списку  Power у Великій Британії у 2012 за успіх і зусилля його RosemontInvestmentGroup.
Почесно нагороджений вдруге в LondonEvening Standard як один з "1 000 найвпливовіших лондонців" у 2011 році.
Знову занесений до списку у Великій Британії PowerList у 2013 році [11] Achom був запрошений на Number 10 DowningStreet вдруге. LloydsBankingGroup, PowerfulMedia та  ThomsonReuters склали  список 2013 року, який був представлений прем'єр-міністром Девідом Кемероном.